# 可园 (苏州)
可园，中国江苏省苏州市的一座私家园林，位于姑苏区人民路708号。

## 历史
1963年3月，可园被列为苏州市文物保护单位。